# Ballos thermiotique

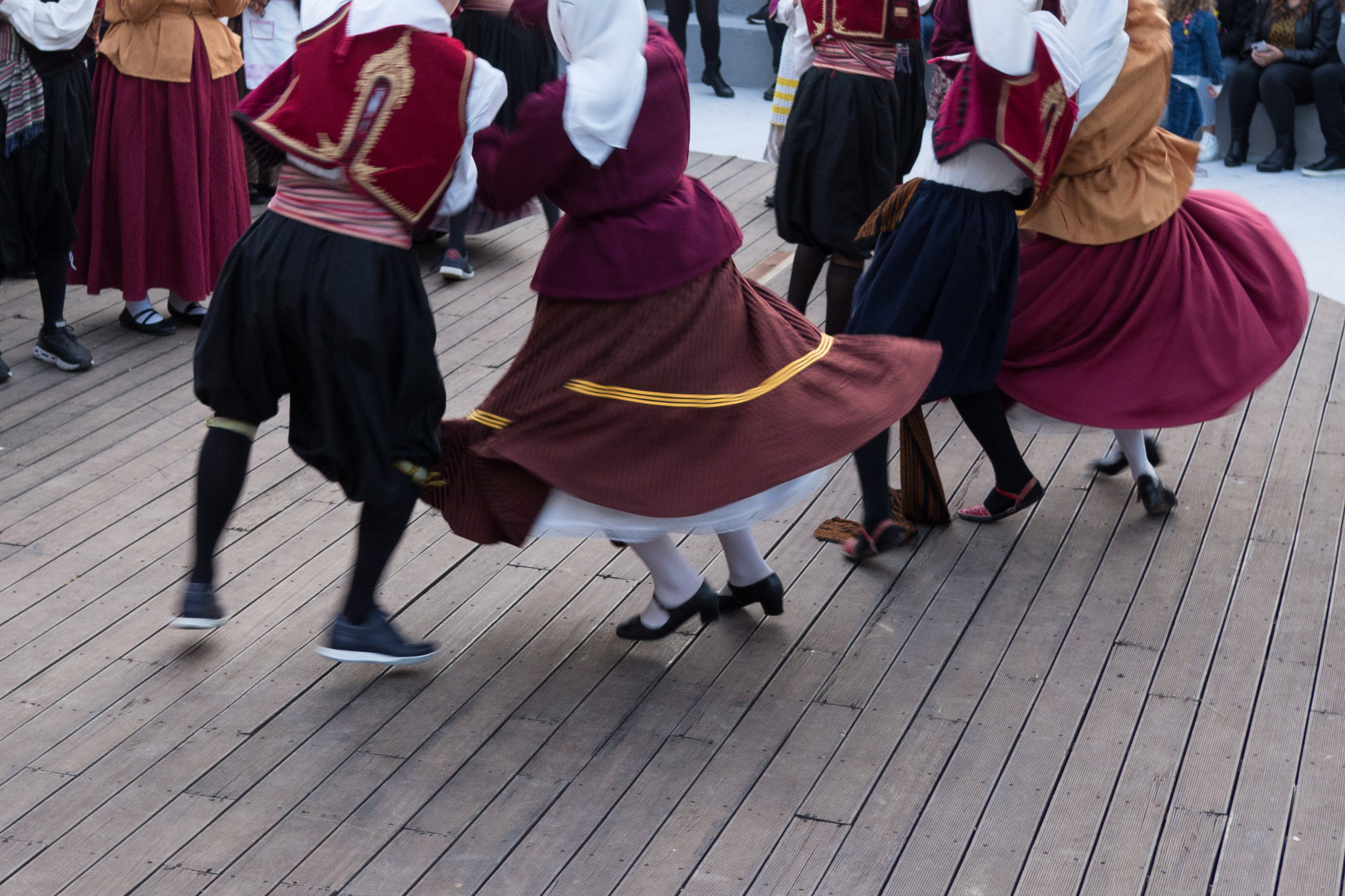
Groupe de danseurs thermioniques lors d'un festival au théâtre de Dryopida.

Le ballos ou ballos thermiotique  (en grec moderne : θερμιώτικος μπάλος ou μπάλος της Κύθνου) est une danse traditionnelle grecque que l'on trouve à Kythnos, une île de la mer Égée.

## Description
Le ballos thermiotique est dansé par les hommes et les femmes. La danse se distingue par le fait qu'elle est dansée différemment du reste des îles grecques. Elle est réputée pour les multiples rotations du couple, les « voltes » ou « furles »,.
Le ballos fait partie intégrante de la tradition de musique et de danse de Kythnos. Elle est dansée surtout lors des festivals  des Kythniens. Dans un festival classique de Kythnos, la danse suit la danse syrtos. Il s'agit d'une danse intense en couple, composée de trois parties. Les danseurs (hommes et femmes) effectuent des tours continus dos à dos sur leur axe et simultanément avec leur partenaire, en se tenant la main,,.
Elle est considérée comme une danse exigeante, dont la particularité a été soulignée par d'éminents musicologues et chorégraphes grecs, parmi lesquels Dóra Strátou, et Dómna Samíou (el),.